# رشتخوار
رشتخوار (بالفارسية: رشتخوار، بالحروف اللاتينية: Rashtkhvār) هي مدينة في وعاصمة مقاطعة رشتخوار، في محافظة خراسان رضوي في إيران. في تعداد عام 2006، كان عدد سكانها 5123، وعدد الأسر 1278.